# Premudini ostrišci
Premudini ostrišci, zanani još i kao Bašćanski, dijelovi su razrezanog pergamentnog lista napisanog hrvatskom glagoljicom na dvije pergamentske vrpce (2,1 × 25 cm i 3 × 25,5 cm), ostatci kodeksa iz XII. st.
Pronađeni su u hrptu korica mlađega kodeksa. Jedan su od najstarijih spomenika hrvatske glagoljice. Sadrže odlomak Muke po Mateju (26,37-48); po prilagodbi latinskom tekstu Vulgate ustanovljeno je da se adaptacija prema zapadnim tekstovima među hrvatskim glagoljašima provodila stoljeće prije nego što se mislilo. Pismo je karakteristično za predstandardizacijsko glagoljičko razdoblje, usporedivo s Bečkim listićima. Premudini ostrišci čuvaju se u Hrvatskome državnom arhivu u Zagrebu.
Hrvatski glagoljaš i filolog Vinko Premuda bio ih je našao u rodnoj Baškoj u hrptu korica. Izgledom su to dva uska komada pergamene široka 2 do 3 cm i visoka (dugačka) 25,5 cm. Sadržaj im je odlomak Muke po Mateju. Johannes Reinhart je za Ostriške napisao da su "prvi primjer za utjecaj Vulgate na hrvatskoglagoljsku Bibliju staroslavenskoga podrijetla". Josip Vajs je uočio da su pisani vrlo starom glagoljicom, poput najstarijih hrvatskih glagoljskih rukopisa poput Bečkih listića, Kločeva glagoljaša.  Vajs ih je unio u monografiju o najstarijem hrvatskoglagoljskom brevijaru. Jagić je uvrstio ih u najstarije hrvatske glagoljske spomenike u Enciklopediju slavenske filologije u izdanju Ruske carske akademije iz Petrograda. Premuda ih je čuvao u svojoj knjižnici u vlastitoj starinskoj kući u Baški. Oporučno ih je i skupa s ostalim glagoljskim rukopisima i još nekim prijepisima ostavio Hrvatskoj akademiji znanosti i umjetnosti u Zagrebu. Poslije vlasnikove smrti ostavština je predana, ali ostrišci su nestali. Dugo ih je tražio stručnjak za glagoljske rukopise s Krka Vjekoslav Štefanić. Pronađeni su 1997. godine. Josip Kolanović upozorio je Anicu Nazor na dvije pergamentne vrpce s glagoljskim tekstom, u kojima ih je Nazor prepoznala. U Hrvatski državni arhiv pomiješali su se s ostavštinom akademika Branimira Gušića.